# Racionamento de água em Bogotá

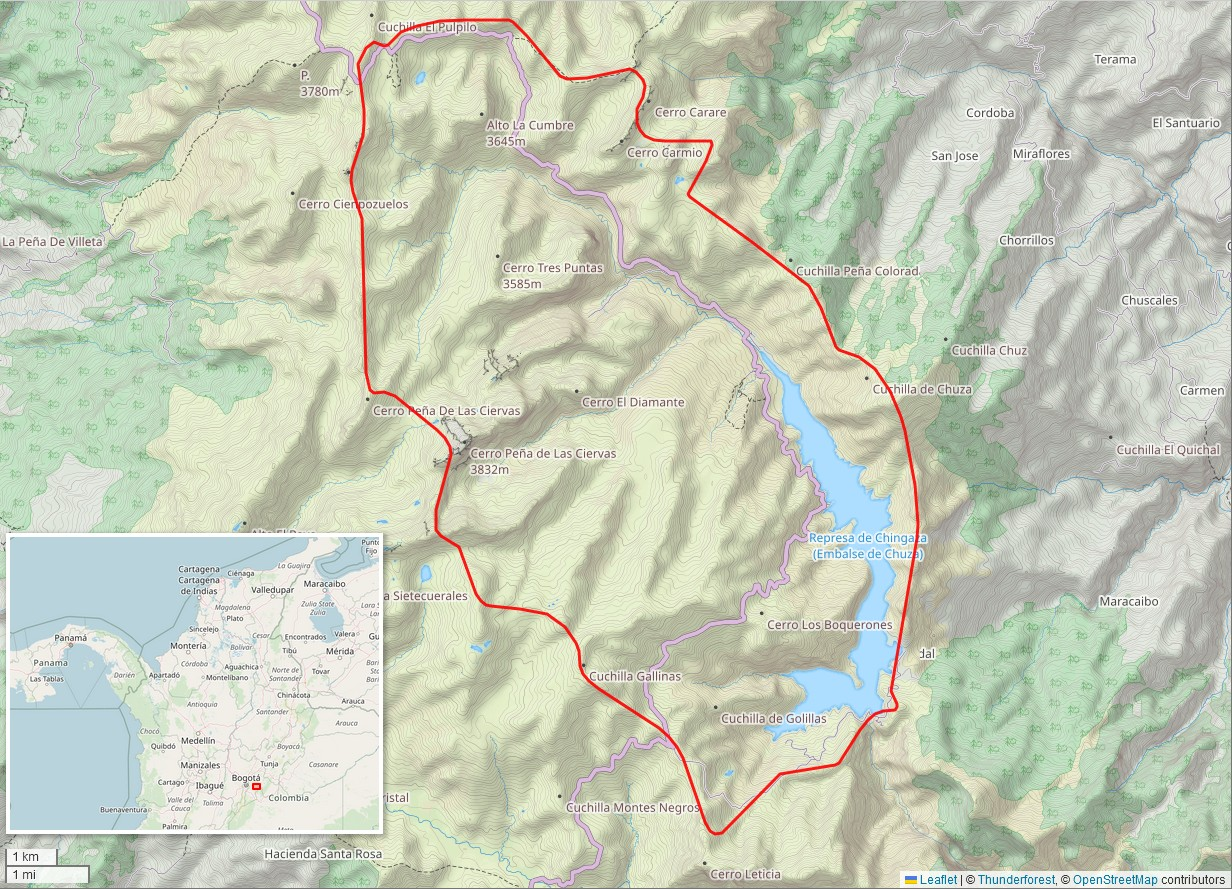
Mapa da reserva de Chingaza

O racionamento de água em Bogotá refere-se às medidas implementadas pelas autoridades locais para regular e limitar o fornecimento de água potável na cidade. Estas acções costumam ser necessárias durante períodos de seca ou quando os níveis dos embalses que abastecem à capital colombiana diminuem significativamente. O objectivo principal é garantir o abastecimento equitativo e sustentável do recurso hídrico para todos os habitantes, promovendo ao mesmo tempo práticas de poupança e uso eficiente do água. Estes se realizam a cada 9 dias na zona de Bogotá.

## História
Bogotá tem enfrentado várias crises de abastecimento de água ao longo de sua história. Uma das mais significativas ocorreu em 1984, quando uma seca severa e problemas na infra-estrutura levaram a implementar racionamientos. Para mitigar a situação, recorreu-se a técnicas inovadoras como o "bombardeio de nuvens" para induzir chuvas.
Mais recentemente, em 2024, a cidade voltou a enfrentar uma crise hídrica devido a uma seca prolongada e ao fenómeno do Menino, que reduziram drasticamente os níveis dos embalses, especialmente no Sistema Chingaza, principal fonte de água para Bogotá. Isto levou à implementação de um esquema de racionamiento que continua até 2025, com cortes programados em diferentes zonas da cidade.

## Turno
| Turno | Localidades e Municípios |
| ----- | --- |
| 3     | Bairros nas localidades de Bairros Unidos, Suba e Usaquén. |
| 4     | Bairros nas localidades de Bosa, Cidade Bolívar, Kennedy, Ponte Aranda, Tunjuelito e Soacha (Cazucá).                                                                                             |
| 5     | Bairros nas localidades da Candelaria, Cidade Bolívar, Rafael Uribe Uribe, San Cristóbal, Santa Fé e Tunjuelito.                                                                                  |
| 6     | Bairros nas localidades de Suba, Cidade Bolívar e Soacha. |
| 7     | Bairros nas localidades de Fontibón, Kennedy; e pontos de fornecimento em Funza, Madri e Mosquera.                                                                                                |
| 8     | Bairros nas localidades de Antonio Nariño, Bosa, A Candelaria, Chapinero, Kennedy, Os Mártires, Rafael Uribe Uribe, San Crist ... Usaquén; além dos pontos de fornecimento dA Calera e Arboretto. |
| 9     | Bairros nas localidades de Usaquén e Suba; e pontos de fornecimento em Chía, Cajicá ... Cojardín, Sopó e Tocancipá.                                                                               |
| 1     | Bairros nas localidades de Antonio Nariño, Bairros .... |
| 2     | Bairros nas localidades de Engativá e Fontibón; e a zona industrial de Cota. |

Os turnos de razonamiento iniciam às 8:00AM e terminam às 8:00AM do dia seguinte.

## Impacto
A população de Bogotá tem tido que enfrentar diversos reptos devido a este problema como:
- Adaptação de hábitos diários: Os residentes têm ajustado suas rotinas, alojando água e reduzindo o consumo em actividades como ducharse e lavar platos.
- Concientización ambiental: A crise tem aumentado a consciência sobre a importância de conservar o água e proteger os ecossistemas que a geram.
- Solidariedade comunitária: Formaram-se redes vecinales e grupos de apoio para compartilhar recursos e estratégias de poupança.
- Impacto económico: Sectores como a agricultura e a indústria têm enfrentado desafios devido à escassez de água, afectando a produção e os custos operativos.[6]

## Opinião presidencial
- Carlos Fernando Galã: Defende o racionamiento como uma medida necessária para garantir o fornecimento de água na cidade. Durante um debate no Senado, destacou que o racionamiento tem permitido alojar 18 milhões de metros cúbicos adicionais no embalse de Chingaza, o que não teria sido possível sem esta medida.[7]

- María José Pizarro: Propõe um enfoque integral que inclua políticas azuis para a protecção de corpos de água, políticas verdes para a reforestación e a recuperação de ecossistemas, e uma maior participação cidadã na gestão do água.[7]

- Gustavo Petro: Considera que os racionamientos de água são insuficientes e enfatiza a necessidade de mudanças radicais para abordar a crise hídrica em Bogotá. Crítica o modelo de crescimento urbano que não tem considerado o equilíbrio com o meio ambiente, o que tem levado à escassez de água.[7]